# Stazione di Verigo
La stazione di Verigo della Società Subalpina Imprese Ferroviarie (SSIF) è una fermata ferroviaria della ferrovia Locarno-Domodossola ("Vigezzina").